# ایتور رویبال
ایتور رویبال (انگلیسی: Aitor Ruibal؛ زادهٔ ۲۲ مارس ۱۹۹۶) بازیکن فوتبال اهل اسپانیا است.
از باشگاه‌هایی که در آن بازی کرده‌است می‌توان به باشگاه فوتبال رئال بتیس اشاره کرد.